# Interlands Azerbeidzjaans voetbalelftal 2010-2019
Deze pagina toont een chronologisch en gedetailleerd overzicht van de interlands die het Azerbeidzjaans voetbalelftal speelde in de periode 2010 – 2019.

## Interlands

### 2010
|                                                                  |          |                                         |              |                                                                                         |
| 25 februari Vriendschappelijk № 162 «onderlinge duels» 16:00 uur | Jordanië | 0 – 2                                   | Azerbeidzjan | Koning Abdoellah Stadion, Amman Toeschouwers: 3.000 Scheidsrechter: Hamdi Shaaban (EGY) |
| 25 februari Vriendschappelijk № 162 «onderlinge duels» 16:00 uur |          | 1' Fábio Luís Ramim 31' Afran İsmayılov |              | Koning Abdoellah Stadion, Amman Toeschouwers: 3.000 Scheidsrechter: Hamdi Shaaban (EGY) |

|                                                              |                   |       |                                      |                                                                                    |
| 3 maart Vriendschappelijk № 163 «onderlinge duels» 19:00 uur | Luxemburg         | 1 – 2 | Azerbeidzjan                         | Stade Josy Barthel, Luxemburg Toeschouwers: 600 Scheidsrechter: Petteri Kari (FIN) |
| 3 maart Vriendschappelijk № 163 «onderlinge duels» 19:00 uur | Jeff Strasser 33' |       | 27' Farid Guliyev 36' Elvin Məmmədov | Stade Josy Barthel, Luxemburg Toeschouwers: 600 Scheidsrechter: Petteri Kari (FIN) |

|                                                             |                     |       |                    |                                                                                     |
| 26 mei Vriendschappelijk № 164 «onderlinge duels» 18:30 uur | Moldavië            | 1 – 1 | Azerbeidzjan       | Sportzentrum Aug, Seekirchen Toeschouwers: 200 Scheidsrechter: Harald Lechner (AUT) |
| 26 mei Vriendschappelijk № 164 «onderlinge duels» 18:30 uur | Andrei Cojocari 81' |       | 21' Elvin Məmmədov | Sportzentrum Aug, Seekirchen Toeschouwers: 200 Scheidsrechter: Harald Lechner (AUT) |

|                                                             |                    |       |                                                                 |                                                                                             |
| 29 mei Vriendschappelijk № 165 «onderlinge duels» 17:30 uur | Azerbeidzjan       | 1 – 3 | Macedonië                                                       | Bischofshofen Stadion, Bischofshofen Toeschouwers: 500 Scheidsrechter: Dietmar Drabek (AUT) |
| 29 mei Vriendschappelijk № 165 «onderlinge duels» 17:30 uur | Elvin Məmmədov 89' |       | 8' Ivan Tričkovski 66' (e.d.) Rəşad Sadıqov 88' Mario Gjurovski | Bischofshofen Stadion, Bischofshofen Toeschouwers: 500 Scheidsrechter: Dietmar Drabek (AUT) |

|                                                             |              |       |          |                                                                                          |
| 2 juni Vriendschappelijk № 166 «onderlinge duels» 18:30 uur | Azerbeidzjan | 0 – 0 | Honduras | Alois Latini Stadion, Zell am See Toeschouwers: 300 Scheidsrechter: Oliver Drachta (AUT) |
| 2 juni Vriendschappelijk № 166 «onderlinge duels» 18:30 uur |              |       |          | Alois Latini Stadion, Zell am See Toeschouwers: 300 Scheidsrechter: Oliver Drachta (AUT) |

|                                                                  |                    |       |                    |                                                                                           |
| 11 augustus Vriendschappelijk № 167 «onderlinge duels» 17:00 uur | Azerbeidzjan       | 1 – 1 | Koeweit            | Tofikh Bakhramov Stadion, Bakoe Toeschouwers: 9.000 Scheidsrechter: Sergej Karasjov (RUS) |
| 11 augustus Vriendschappelijk № 167 «onderlinge duels» 17:00 uur | Elvin Məmmədov 42' |       | 83' Bader Al Mutwa | Tofikh Bakhramov Stadion, Bakoe Toeschouwers: 9.000 Scheidsrechter: Sergej Karasjov (RUS) |

|                                                              |                                                                |       |              |                                                                                          |
| 8 oktober EK-kwalificatie № 169 «onderlinge duels» 19:30 uur | Oostenrijk                                                     | 3 – 0 | Azerbeidzjan | Ernst Happelstadion, Wenen Toeschouwers: 26.500 Scheidsrechter: Nicolai Vollquartz (DEN) |
| 8 oktober EK-kwalificatie № 169 «onderlinge duels» 19:30 uur | Sebastian Prödl 3' Marko Arnautović 53' Marko Arnautović 90+1' |       |              | Ernst Happelstadion, Wenen Toeschouwers: 26.500 Scheidsrechter: Nicolai Vollquartz (DEN) |

|                                                               |                   |       |         |                                                                                              |
| 12 oktober EK-kwalificatie № 170 «onderlinge duels» 16:00 uur | Azerbeidzjan      | 1 – 0 | Turkije | Tofikh Bakhramov Stadion, Bakoe Toeschouwers: 25.000 Scheidsrechter: Alexandru Deaconu (ROM) |
| 12 oktober EK-kwalificatie № 170 «onderlinge duels» 16:00 uur | Rəşad Sadıqov 39' |       |         | Tofikh Bakhramov Stadion, Bakoe Toeschouwers: 25.000 Scheidsrechter: Alexandru Deaconu (ROM) |

|                                                                  |                                    |       |              |                                                                                             |
| 17 november Vriendschappelijk № 171 «onderlinge duels» 12:00 uur | Montenegro                         | 2 – 0 | Azerbeidzjan | Stadion Pod Goricom, Podgorica Toeschouwers: 3.000 Scheidsrechter: Aleksandar Stavrev (MKD) |
| 17 november Vriendschappelijk № 171 «onderlinge duels» 12:00 uur | Luka Pejović 62' Fatos Bećiraj 74' |       |              | Stadion Pod Goricom, Podgorica Toeschouwers: 3.000 Scheidsrechter: Aleksandar Stavrev (MKD) |

### 2011
|                                                                 |              |                                     |           |                                                                                        |
| 9 februari Vriendschappelijk № 172 «onderlinge duels» 18:00 uur | Azerbeidzjan | 0 – 2                               | Hongarije | Al Maktoum Stadion, Dubai Toeschouwers: 1.000 Scheidsrechter: Mohamed Al Zarouni (UAE) |
| 9 februari Vriendschappelijk № 172 «onderlinge duels» 18:00 uur |              | 37' Gergely Rudolf 81' Tamás Hajnal |           | Al Maktoum Stadion, Dubai Toeschouwers: 1.000 Scheidsrechter: Mohamed Al Zarouni (UAE) |

|                                                             |                                                                              |       |                   |                                                                                               |
| 29 maart EK-kwalificatie № 173 «onderlinge duels» 19:45 uur | België                                                                       | 4 – 1 | Azerbeidzjan      | Koning Boudewijnstadion, Brussel Toeschouwers: 34.565 Scheidsrechter: Daniel Stålhammar (SWE) |
| 29 maart EK-kwalificatie № 173 «onderlinge duels» 19:45 uur | Jan Vertonghen 12' Timmy Simons 32' (pen.) Nacer Chadli 45' Jelle Vossen 74' |       | 16' Ruslan Abışov | Koning Boudewijnstadion, Brussel Toeschouwers: 34.565 Scheidsrechter: Daniel Stålhammar (SWE) |

|                                                           |                                     |       |                   |                                                                            |
| 3 juni EK-kwalificatie № 174 «onderlinge duels» 14:00 uur | Kazachstan                          | 2 – 1 | Azerbeidzjan      | Astana Arena, Astana Toeschouwers: 6.500 Scheidsrechter: Euan Norris (SCO) |
| 3 juni EK-kwalificatie № 174 «onderlinge duels» 14:00 uur | Sergey Gridin 57' Sergey Gridin 68' |       | 63' Vüqar Nadirov | Astana Arena, Astana Toeschouwers: 6.500 Scheidsrechter: Euan Norris (SCO) |

|                                                           |                    |       |                                                     |                                                                                                |
| 7 juni EK-kwalificatie № 175 «onderlinge duels» 18:00 uur | Azerbeidzjan       | 1 – 3 | Duitsland                                           | Tofikh Bakhramov Stadion, Bakoe Toeschouwers: 25.000 Scheidsrechter: Mihalis Koukoulakis (GRE) |
| 7 juni EK-kwalificatie № 175 «onderlinge duels» 18:00 uur | Murad Huseynov 89' |       | 30' Mesut Özil 41' Mario Gómez 90+1' André Schürrle | Tofikh Bakhramov Stadion, Bakoe Toeschouwers: 25.000 Scheidsrechter: Mihalis Koukoulakis (GRE) |

|                                                                  |              |                  |           |                                                                                |
| 10 augustus Vriendschappelijk № 176 «onderlinge duels» 16:00 uur | Azerbeidzjan | 0 – 1            | Macedonië | Dalğa Arena, Bakoe Toeschouwers: 1.000 Scheidsrechter: Aleksej Koelbakov (BLR) |
| 10 augustus Vriendschappelijk № 176 «onderlinge duels» 16:00 uur |              | 57' Goran Pandev |           | Dalğa Arena, Bakoe Toeschouwers: 1.000 Scheidsrechter: Aleksej Koelbakov (BLR) |

|                                                                |                 |       |                         |                                                                                        |
| 2 september EK-kwalificatie № 177 «onderlinge duels» 17:00 uur | Azerbeidzjan    | 1 – 1 | België                  | Tofikh Bakhramov Stadion, Bakoe Toeschouwers: 15.000 Scheidsrechter: Lee Probert (ENG) |
| 2 september EK-kwalificatie № 177 «onderlinge duels» 17:00 uur | Rauf Aliyev 86' |       | 55' (pen.) Timmy Simons | Tofikh Bakhramov Stadion, Bakoe Toeschouwers: 15.000 Scheidsrechter: Lee Probert (ENG) |

|                                                                |                                                             |       |                                             |                                                                                             |
| 6 september EK-kwalificatie № 178 «onderlinge duels» 16:00 uur | Azerbeidzjan                                                | 3 – 2 | Kazachstan                                  | Tofikh Bakhramov Stadion, Bakoe Toeschouwers: 12.000 Scheidsrechter: Anders Hermansen (DEN) |
| 6 september EK-kwalificatie № 178 «onderlinge duels» 16:00 uur | Rauf Aliyev 53' Mahir Shukurov 62' (pen.) Vagif Javadov 67' |       | 20' Sergej Ostapenko 77' Vitaliy Evstigneev | Tofikh Bakhramov Stadion, Bakoe Toeschouwers: 12.000 Scheidsrechter: Anders Hermansen (DEN) |

|                                                              |                   |       |                                                                             |                                                                             |
| 7 oktober EK-kwalificatie № 179 «onderlinge duels» 17:00 uur | Azerbeidzjan      | 1 – 4 | Oostenrijk                                                                  | Dalğa Arena, Bakoe Toeschouwers: 5.000 Scheidsrechter: Stéphan Studer (SUI) |
| 7 oktober EK-kwalificatie № 179 «onderlinge duels» 17:00 uur | Vüqar Nadirov 67' |       | 34' Andreas Ivanschitz 52' Marc Janko 62' Marc Janko 90+1' Zlatko Junuzović | Dalğa Arena, Bakoe Toeschouwers: 5.000 Scheidsrechter: Stéphan Studer (SUI) |

|                                                               |                  |       |              |                                                                                          |
| 11 oktober EK-kwalificatie № 180 «onderlinge duels» 18:00 uur | Turkije          | 1 – 0 | Azerbeidzjan | Türk Telekom Arena, Istanboel Toeschouwers: 32.174 Scheidsrechter: Peter Rasmussen (DEN) |
| 11 oktober EK-kwalificatie № 180 «onderlinge duels» 18:00 uur | Burak Yılmaz 60' |       |              | Türk Telekom Arena, Istanboel Toeschouwers: 32.174 Scheidsrechter: Peter Rasmussen (DEN) |

|                                                                  |         |                 |              |                                                                                      |
| 11 november Vriendschappelijk № 181 «onderlinge duels» 17:00 uur | Albanië | 0 – 1           | Azerbeidzjan | Qemal Stafastadion, Tirana Toeschouwers: 1.200 Scheidsrechter: Paolo Mazzoleni (ITA) |
| 11 november Vriendschappelijk № 181 «onderlinge duels» 17:00 uur |         | 22' Rauf Əliyev |              | Qemal Stafastadion, Tirana Toeschouwers: 1.200 Scheidsrechter: Paolo Mazzoleni (ITA) |

### 2012
|                                                                  |                                                  |       |                                    |                                                                             |
| 24 februari Vriendschappelijk № 182 «onderlinge duels» 14:30 uur | Singapore                                        | 2 – 2 | Azerbeidzjan                       | The Sevens, Dubai Toeschouwers: 3.000 Scheidsrechter: Fahad Al Kassar (UAE) |
| 24 februari Vriendschappelijk № 182 «onderlinge duels» 14:30 uur | Shahril Ishak 72' (pen.) Fahrudin Mustafić 90+3' |       | 15' Rauf Aliyev 62' Mahir Shukurov | The Sevens, Dubai Toeschouwers: 3.000 Scheidsrechter: Fahad Al Kassar (UAE) |

|                                                                  |                                                               |       |       |                                                                             |
| 27 februari Vriendschappelijk № 183 «onderlinge duels» 14:30 uur | Azerbeidzjan                                                  | 3 – 0 | India | The Sevens, Dubai Toeschouwers: 3.000 Scheidsrechter: Hamad Al Shaikh (UAE) |
| 27 februari Vriendschappelijk № 183 «onderlinge duels» 14:30 uur | Vuqar Nadirov 4' Mahir Shukurov 42' (pen.) Nizami Hajiyev 84' |       |       | The Sevens, Dubai Toeschouwers: 3.000 Scheidsrechter: Hamad Al Shaikh (UAE) |

|                                                                  |                                           |       |              |                                                                              |
| 29 februari Vriendschappelijk № 184 «onderlinge duels» 14:30 uur | Palestina                                 | 2 – 0 | Azerbeidzjan | The Sevens, Dubai Toeschouwers: 3.000 Scheidsrechter: Hamad Al Badwawi (UAE) |
| 29 februari Vriendschappelijk № 184 «onderlinge duels» 14:30 uur | Ashraf Nu'man 39' Abdelhamid Abuhabib 79' |       |              | The Sevens, Dubai Toeschouwers: 3.000 Scheidsrechter: Hamad Al Badwawi (UAE) |

|                                                             |                                           |       |              |                                                                                      |
| 23 mei Vriendschappelijk № 185 «onderlinge duels» 20:15 uur | Japan                                     | 2 – 0 | Azerbeidzjan | Ecopa Stadion, Shizuoka Toeschouwers: 3.500 Scheidsrechter: Abdul Malik Bashir (SIN) |
| 23 mei Vriendschappelijk № 185 «onderlinge duels» 20:15 uur | Shinji Kagawa 42' Agil Nabiyev 58' (e.d.) |       |              | Ecopa Stadion, Shizuoka Toeschouwers: 3.500 Scheidsrechter: Abdul Malik Bashir (SIN) |

|                                                             |              |       |         |                                                                                           |
| 30 mei Vriendschappelijk № 186 «onderlinge duels» 17:00 uur | Azerbeidzjan | 0 – 0 | Andorra | Sportpark Kelsterbach, Kelsterbach Toeschouwers: 150 Scheidsrechter: Michael Weiner (GER) |
| 30 mei Vriendschappelijk № 186 «onderlinge duels» 17:00 uur |              |       |         | Sportpark Kelsterbach, Kelsterbach Toeschouwers: 150 Scheidsrechter: Michael Weiner (GER) |

|                                                                  |                                                          |       |         |                                                                                               |
| 15 augustus Vriendschappelijk № 187 «onderlinge duels» 15:00 uur | Azerbeidzjan                                             | 3 – 0 | Bahrein | Tofikh Bakhramov Stadion, Bakoe Toeschouwers: 4.500 Scheidsrechter: Giorgi Vadatsjkoria (GEO) |
| 15 augustus Vriendschappelijk № 187 «onderlinge duels» 15:00 uur | Branimir Subašić 35' Cihan Özkara 59' Cavid Hüseynov 79' |       |         | Tofikh Bakhramov Stadion, Bakoe Toeschouwers: 4.500 Scheidsrechter: Giorgi Vadatsjkoria (GEO) |

|                                                                        |                   |       |                   |                                                                                      |
| 7 september WK-kwalificatie Groep F № 188 «onderlinge duels» 18:00 uur | Azerbeidzjan      | 1 – 1 | Israël            | Tofikh Bakhramov Stadion, Bakoe Toeschouwers: 15.000 Scheidsrechter: Matej Jug (SLO) |
| 7 september WK-kwalificatie Groep F № 188 «onderlinge duels» 18:00 uur | Ruslan Abışov 65' |       | 65' Bebars Natcho | Tofikh Bakhramov Stadion, Bakoe Toeschouwers: 15.000 Scheidsrechter: Matej Jug (SLO) |

|                                                                         |                                                         |       |              |                                                                                |
| 11 september WK-kwalificatie Groep F № 189 «onderlinge duels» 21:15 uur | Portugal                                                | 3 – 0 | Azerbeidzjan | Estádio AXA, Braga Toeschouwers: 29.972 Scheidsrechter: Szymon Marciniak (POL) |
| 11 september WK-kwalificatie Groep F № 189 «onderlinge duels» 21:15 uur | Silvestre Varela 64' Hélder Postiga 85' Bruno Alves 88' |       |              | Estádio AXA, Braga Toeschouwers: 29.972 Scheidsrechter: Szymon Marciniak (POL) |

|                                                                       |                           |       |              |                                                                                                   |
| 16 oktober WK-kwalificatie Groep F № 190 «onderlinge duels» 17:00 uur | Rusland                   | 1 – 0 | Azerbeidzjan | Olympisch Stadion Loezjniki, Moskou Toeschouwers: 15.000 Scheidsrechter: Aleksandar Stavrev (MKD) |
| 16 oktober WK-kwalificatie Groep F № 190 «onderlinge duels» 17:00 uur | Roman Sjirokov 84' (pen.) |       |              | Olympisch Stadion Loezjniki, Moskou Toeschouwers: 15.000 Scheidsrechter: Aleksandar Stavrev (MKD) |

|                                                                        |                   |       |                |                                                                                  |
| 14 november WK-kwalificatie Groep F № 191 «onderlinge duels» 19:45 uur | Noord-Ierland     | 1 – 1 | Azerbeidzjan   | Windsor Park, Belfast Toeschouwers: 12.327 Scheidsrechter: Viktor Sjvetsov (UKR) |
| 14 november WK-kwalificatie Groep F № 191 «onderlinge duels» 19:45 uur | David Healy 90+6' |       | 5' Rauf Əliyev | Windsor Park, Belfast Toeschouwers: 12.327 Scheidsrechter: Viktor Sjvetsov (UKR) |

### 2013
|                                                                 |             |       |              |                                                                             |
| 1 februari Vriendschappelijk № 192 «onderlinge duels» 14:30 uur | Oezbekistan | 0 – 0 | Azerbeidzjan | The Sevens, Dubai Toeschouwers: 3.000 Scheidsrechter: Fahad Al Kassar (UAE) |
| 1 februari Vriendschappelijk № 192 «onderlinge duels» 14:30 uur |             |       |              | The Sevens, Dubai Toeschouwers: 3.000 Scheidsrechter: Fahad Al Kassar (UAE) |

|                                                                 |                          |       |               |                                                                                |
| 6 februari Vriendschappelijk № 193 «onderlinge duels» 15:00 uur | Azerbeidzjan             | 1 – 0 | Liechtenstein | Zabeelstadion, Dubai Toeschouwers: 3.000 Scheidsrechter: Abdulla Alzaabi (UAE) |
| 6 februari Vriendschappelijk № 193 «onderlinge duels» 15:00 uur | Vaqif Cavadov 75' (pen.) |       |               | Zabeelstadion, Dubai Toeschouwers: 3.000 Scheidsrechter: Abdulla Alzaabi (UAE) |

|                                                                     |           |       |              |                                                                                        |
| 22 maart WK-kwalificatie Groep F № 194 «onderlinge duels» 20:15 uur | Luxemburg | 0 – 0 | Azerbeidzjan | Stade Josy Barthel, Luxemburg Toeschouwers: 2.000 Scheidsrechter: Padraig Sutton (IRL) |
| 22 maart WK-kwalificatie Groep F № 194 «onderlinge duels» 20:15 uur |           |       |              | Stade Josy Barthel, Luxemburg Toeschouwers: 2.000 Scheidsrechter: Padraig Sutton (IRL) |

|                                                                     |              |                                  |          |                                                                                           |
| 26 maart WK-kwalificatie Groep F № 195 «onderlinge duels» 20:00 uur | Azerbeidzjan | 0 – 2                            | Portugal | Tofikh Bakhramov Stadion, Bakoe Toeschouwers: 30.000 Scheidsrechter: Andre Marriner (ENG) |
| 26 maart WK-kwalificatie Groep F № 195 «onderlinge duels» 20:00 uur |              | 64' Bruno Alves 79' Hugo Almeida |          | Tofikh Bakhramov Stadion, Bakoe Toeschouwers: 30.000 Scheidsrechter: Andre Marriner (ENG) |

|                                                             |                            |       |                   |                                                                  |
| 29 mei Vriendschappelijk № 196 «onderlinge duels» 18:15 uur | Qatar                      | 1 – 1 | Azerbeidzjan      | Jassim Bin Hamad Stadium, Doha Scheidsrechter: Wahid Salah (LIB) |
| 29 mei Vriendschappelijk № 196 «onderlinge duels» 18:15 uur | Khalfan Ibrahim 33' (pen.) |       | 89' Rofat Dadaşov | Jassim Bin Hamad Stadium, Doha Scheidsrechter: Wahid Salah (LIB) |

|                                                                   |                   |       |                   |                                                                            |
| 7 juni WK-kwalificatie Groep F № 197 «onderlinge duels» 18:00 uur | Azerbeidzjan      | 1 – 1 | Luxemburg         | Dalğa Arena, Bakoe Toeschouwers: 9.258 Scheidsrechter: Fabian Mihaly (HUN) |
| 7 juni WK-kwalificatie Groep F № 197 «onderlinge duels» 18:00 uur | Ruslan Abışov 72' |       | 81' Stefano Bensi | Dalğa Arena, Bakoe Toeschouwers: 9.258 Scheidsrechter: Fabian Mihaly (HUN) |

|                                                                  |                                                    |       |       |                                                                              |
| 14 augustus Vriendschappelijk № 198 «onderlinge duels» 18:00 uur | Azerbeidzjan                                       | 3 – 0 | Malta | Bakcell Arena, Bakoe Toeschouwers: ?? Scheidsrechter: Aleksandr Aliyev (KAZ) |
| 14 augustus Vriendschappelijk № 198 «onderlinge duels» 18:00 uur | Rüfət Dadaşov 5' Rauf Əliyev 63' Rüfət Dadaşov 71' |       |       | Bakcell Arena, Bakoe Toeschouwers: ?? Scheidsrechter: Aleksandr Aliyev (KAZ) |

|                                                                        |                   |       |                       |                                                                                            |
| 7 september WK-kwalificatie Groep F № 199 «onderlinge duels» 19:45 uur | Israël            | 1 – 1 | Azerbeidzjan          | Ramat Gan Stadion, Ramat Gan Toeschouwers: 21.250 Scheidsrechter: Stefan Johannesson (SWE) |
| 7 september WK-kwalificatie Groep F № 199 «onderlinge duels» 19:45 uur | Itay Shechter 73' |       | 61' Rahid Əmirquliyev | Ramat Gan Stadion, Ramat Gan Toeschouwers: 21.250 Scheidsrechter: Stefan Johannesson (SWE) |

|                                                                       |                                       |       |               |                                                                                 |
| 11 oktober WK-kwalificatie Groep F № 200 «onderlinge duels» 19:00 uur | Azerbeidzjan                          | 2 – 0 | Noord-Ierland | Bakcell Arena, Bakoe Toeschouwers: 10.100 Scheidsrechter: Andrea De Marco (ITA) |
| 11 oktober WK-kwalificatie Groep F № 200 «onderlinge duels» 19:00 uur | Rüfət Dadaşov 58' Mahir Şükürov 90+5' |       |               | Bakcell Arena, Bakoe Toeschouwers: 10.100 Scheidsrechter: Andrea De Marco (ITA) |

|                                                                       |                   |       |                    |                                                                               |
| 15 oktober WK-kwalificatie Groep F № 201 «onderlinge duels» 20:00 uur | Azerbeidzjan      | 1 – 1 | Rusland            | Bakcell Arena, Bakoe Toeschouwers: 11.000 Scheidsrechter: Milorad Mažić (SRB) |
| 15 oktober WK-kwalificatie Groep F № 201 «onderlinge duels» 20:00 uur | Vaqif Cavadov 90' |       | 16' Roman Sjirokov | Bakcell Arena, Bakoe Toeschouwers: 11.000 Scheidsrechter: Milorad Mažić (SRB) |

|                                                                  |                                     |       |                 |                                                                                      |
| 15 november Vriendschappelijk № 202 «onderlinge duels» 19:45 uur | Estland                             | 2 – 1 | Azerbeidzjan    | A. Le Coq Arena, Tallinn Toeschouwers: 2.413 Scheidsrechter: Aleksej Nikolajev (RUS) |
| 15 november Vriendschappelijk № 202 «onderlinge duels» 19:45 uur | Sergei Zenjov 54' Joel Lindpere 66' |       | 44' Rauf Əliyev | A. Le Coq Arena, Tallinn Toeschouwers: 2.413 Scheidsrechter: Aleksej Nikolajev (RUS) |

|                                                        |          |       |              |                                                                                            |
| 18 november Vriendschappelijk № 203 «onderlinge duels» | Kirgizië | 0 – 0 | Azerbeidzjan | Dolen Omurzakov Stadion, Bishkek Toeschouwers: 2.100 Scheidsrechter: Artjom Koetsjin (KAZ) |
| 18 november Vriendschappelijk № 203 «onderlinge duels» |          |       |              | Dolen Omurzakov Stadion, Bishkek Toeschouwers: 2.100 Scheidsrechter: Artjom Koetsjin (KAZ) |

### 2014
|                                                    |            |                     |              | |
| 5 maart Vriendschappelijk № 204 «onderlinge duels» | Filipijnen | 0 – 1               | Azerbeidzjan | Maktoum Bin Rashid Al Maktoumstadion, Dubai Toeschouwers: 2.000 Scheidsrechter: Fahad Al Kassar (UAE) |
| 5 maart Vriendschappelijk № 204 «onderlinge duels» |            | 26' Elvin Yunuszadə |              | Maktoum Bin Rashid Al Maktoumstadion, Dubai Toeschouwers: 2.000 Scheidsrechter: Fahad Al Kassar (UAE) |

|                                                   |                                         |       |              |                                                                                           |
| 27 mei Vriendschappelijk № 205 «onderlinge duels» | Verenigde Staten                        | 2 – 0 | Azerbeidzjan | Candlestick Park, San Francisco Toeschouwers: 24.688 Scheidsrechter: Henry Bejarano (CRC) |
| 27 mei Vriendschappelijk № 205 «onderlinge duels» | Mikkel Diskerud 75' Aron Jóhannsson 81' |       |              | Candlestick Park, San Francisco Toeschouwers: 24.688 Scheidsrechter: Henry Bejarano (CRC) |

|                                                        |              |       |             |                                                                                    |
| 20 augustus Vriendschappelijk № 206 «onderlinge duels» | Azerbeidzjan | 0 – 0 | Oezbekistan | Bakcell Arena, Bakoe Toeschouwers: 4.500 Scheidsrechter: Giorgi Vadatsjkoria (GEO) |
| 20 augustus Vriendschappelijk № 206 «onderlinge duels» |              |       |             | Bakcell Arena, Bakoe Toeschouwers: 4.500 Scheidsrechter: Giorgi Vadatsjkoria (GEO) |

|                                                                  |                                                                                            |       |              |                                                                                |
| 3 september Vriendschappelijk № 207 «onderlinge duels» 16:00 uur | Rusland                                                                                    | 4 – 0 | Azerbeidzjan | Arena Khimki, Khimki Toeschouwers: 3.500 Scheidsrechter: Ravshan Irmatov (UZB) |
| 3 september Vriendschappelijk № 207 «onderlinge duels» 16:00 uur | Aleksandr Kerzjakov 6' Aleksandr Kerzjakov 12' Sergej Ignasjevitsj 41' Vladimir Granat 81' |       |              | Arena Khimki, Khimki Toeschouwers: 3.500 Scheidsrechter: Ravshan Irmatov (UZB) |

|                                                              |                  |       |                                             |                                                                            |
| 9 september EK-kwalificatie Groep H № 208 «onderlinge duels» | Azerbeidzjan     | 1 – 2 | Bulgarije                                   | Bakcell Arena, Bakoe Toeschouwers: 10.000 Scheidsrechter: Alon Yefet (ISR) |
| 9 september EK-kwalificatie Groep H № 208 «onderlinge duels» | Dima Nazarov 54' |       | 14' Iliyan Mitsanski 87' Ventsislav Hristov | Bakcell Arena, Bakoe Toeschouwers: 10.000 Scheidsrechter: Alon Yefet (ISR) |

|                                                                       |                                             |       |                              |                                                                                        |
| 10 oktober EK-kwalificatie Groep H № 209 «onderlinge duels» 20:45 uur | Italië                                      | 2 – 1 | Azerbeidzjan                 | Stadio Renzo Barbera, Palermo Toeschouwers: 45.000 Scheidsrechter: Hüseyin Göçek (TUR) |
| 10 oktober EK-kwalificatie Groep H № 209 «onderlinge duels» 20:45 uur | Giorgio Chiellini 44' Giorgio Chiellini 82' |       | 77' (e.d.) Giorgio Chiellini | Stadio Renzo Barbera, Palermo Toeschouwers: 45.000 Scheidsrechter: Hüseyin Göçek (TUR) |

|                                                                       | |       |              |                                                                                       |
| 13 oktober EK-kwalificatie Groep H № 210 «onderlinge duels» 20:45 uur | Kroatië | 6 – 0 | Azerbeidzjan | Stadion Gradski vrt, Osijek Toeschouwers: 16.000 Scheidsrechter: Stéphan Studer (SUI) |
| 13 oktober EK-kwalificatie Groep H № 210 «onderlinge duels» 20:45 uur | Andrej Kramarić 11' Ivan Perišić 34' Ivan Perišić 45' Marcelo Brozović 45+1' Luka Modrić 56' (pen.) Rəşad Sadıqov 61' (e.d.) |       |              | Stadion Gradski vrt, Osijek Toeschouwers: 16.000 Scheidsrechter: Stéphan Studer (SUI) |

|                                                                        |              |                      |           |                                                                                 |
| 16 november EK-kwalificatie Groep H № 211 «onderlinge duels» 18:00 uur | Azerbeidzjan | 0 – 1                | Noorwegen | Bakcell Arena, Bakoe Toeschouwers: 8.000 Scheidsrechter: Jevhen Aranovsky (UKR) |
| 16 november EK-kwalificatie Groep H № 211 «onderlinge duels» 18:00 uur |              | 25' Håvard Nordtveit |           | Bakcell Arena, Bakoe Toeschouwers: 8.000 Scheidsrechter: Jevhen Aranovsky (UKR) |

### 2015
|                                                                     |                                      |       |       |                                                                                         |
| 28 maart EK-kwalificatie Groep H № 212 «onderlinge duels» 18:00 uur | Azerbeidzjan                         | 2 – 0 | Malta | Tofikh Bakhramovstadion, Bakoe Toeschouwers: 14.600 Scheidsrechter: Halis Özkahya (TUR) |
| 28 maart EK-kwalificatie Groep H № 212 «onderlinge duels» 18:00 uur | Cavid Hüseynov 4' Dima Nazarov 90+2' |       |       | Tofikh Bakhramovstadion, Bakoe Toeschouwers: 14.600 Scheidsrechter: Halis Özkahya (TUR) |

|                                                   |                                                                                  |       |                  |                                                                                 |
| 7 juni Vriendschappelijk № 213 «onderlinge duels» | Servië                                                                           | 4 – 1 | Azerbeidzjan     | NV Arena, Sankt Pölten Toeschouwers: 4.000 Scheidsrechter: Harald Lechner (AUT) |
| 7 juni Vriendschappelijk № 213 «onderlinge duels» | Branislav Ivanović 10' Adem Ljajić 55' Branislav Ivanović 63' Lazar Marković 89' |       | 39' Dima Nazarov | NV Arena, Sankt Pölten Toeschouwers: 4.000 Scheidsrechter: Harald Lechner (AUT) |

|                                                  |           |       |              |                                                                            |
| 12 juni EK-kwalificatie № 214 «onderlinge duels» | Noorwegen | 0 – 0 | Azerbeidzjan | Ullevaalstadion, Oslo Toeschouwers: 21.228 Scheidsrechter: Paweł Gil (POL) |
| 12 juni EK-kwalificatie № 214 «onderlinge duels» |           |       |              | Ullevaalstadion, Oslo Toeschouwers: 21.228 Scheidsrechter: Paweł Gil (POL) |

|                                                                        |              |       |         |                                                                             |
| 3 september EK-kwalificatie Groep H № 215 «onderlinge duels» 18:00 uur | Azerbeidzjan | 0 – 0 | Kroatië | Bakcell Arena, Bakoe Toeschouwers: 9.500 Scheidsrechter: Ruddy Buquet (FRA) |
| 3 september EK-kwalificatie Groep H № 215 «onderlinge duels» 18:00 uur |              |       |         | Bakcell Arena, Bakoe Toeschouwers: 9.500 Scheidsrechter: Ruddy Buquet (FRA) |

|                                                                |                                       |       |                                             |                                                                                    |
| 6 september EK-kwalificatie № 216 «onderlinge duels» 18:00 uur | Malta                                 | 2 – 2 | Azerbeidzjan                                | Ta' Qalistadion, Ta' Qali Toeschouwers: 5.266 Scheidsrechter: Harald Lechner (AUT) |
| 6 september EK-kwalificatie № 216 «onderlinge duels» 18:00 uur | Michael Mifsud 55' Alfred Effiong 71' |       | 36' Rahid Əmirquliyev 80' Rahid Əmirquliyev | Ta' Qalistadion, Ta' Qali Toeschouwers: 5.266 Scheidsrechter: Harald Lechner (AUT) |

|                                                               |                  |       |                                                     |                                                                                    |
| 10 oktober EK-kwalificatie № 217 «onderlinge duels» 18:00 uur | Azerbeidzjan     | 1 – 3 | Italië                                              | Olympisch Stadion, Bakoe Toeschouwers: 20.000 Scheidsrechter: William Collum (SCO) |
| 10 oktober EK-kwalificatie № 217 «onderlinge duels» 18:00 uur | Dima Nazarov 32' |       | 12' Éder 43' Stephan El Shaarawy 65' Matteo Darmian | Olympisch Stadion, Bakoe Toeschouwers: 20.000 Scheidsrechter: William Collum (SCO) |

|                                                               |                                             |       |              |                                                                                              |
| 13 oktober EK-kwalificatie № 218 «onderlinge duels» 20:45 uur | Bulgarije                                   | 2 – 0 | Azerbeidzjan | Vasil Levski Nationaal Stadion, Sofia Toeschouwers: 1.000 Scheidsrechter: Tamás Bognár (HUN) |
| 13 oktober EK-kwalificatie № 218 «onderlinge duels» 20:45 uur | Mihail Aleksandrov 20' Dimitar Rangelov 56' |       |              | Vasil Levski Nationaal Stadion, Sofia Toeschouwers: 1.000 Scheidsrechter: Tamás Bognár (HUN) |

|                                                        |                                               |       |                        |                                                               |
| 17 november Vriendschappelijk № 219 «onderlinge duels» | Azerbeidzjan                                  | 2 – 1 | Moldavië               | Olympisch Stadion, Bakoe Scheidsrechter: Lasha Silagava (GEO) |
| 17 november Vriendschappelijk № 219 «onderlinge duels» | Cătălin Carp 32' (e.d.) Ağabala Ramazanov 50' |       | 44' Alexandru Antoniuc | Olympisch Stadion, Bakoe Scheidsrechter: Lasha Silagava (GEO) |

### 2016
|                                                     |              |                     |            |                                                                |
| 26 maart Vriendschappelijk № 220 «onderlinge duels» | Azerbeidzjan | 0 – 1               | Kazachstan | Gloria Sports Arena, Belek Scheidsrechter: Ali Palabıyık (TUR) |
| 26 maart Vriendschappelijk № 220 «onderlinge duels» |              | 8' Maksat Bayzhanov |            | Gloria Sports Arena, Belek Scheidsrechter: Ali Palabıyık (TUR) |

|                                                   |              |       |         |                                                                           |
| 26 mei Vriendschappelijk № 221 «onderlinge duels» | Azerbeidzjan | 0 – 0 | Andorra | Sportplatz SV Bad Erlach, Bad Erlach Scheidsrechter: Harald Lechner (AUT) |
| 26 mei Vriendschappelijk № 221 «onderlinge duels» |              |       |         | Sportplatz SV Bad Erlach, Bad Erlach Scheidsrechter: Harald Lechner (AUT) |

|                                                   |                            |       |                                                             |                                                                                             |
| 29 mei Vriendschappelijk № 222 «onderlinge duels» | Azerbeidzjan               | 1 – 3 | Macedonië                                                   | Sportplatz SV Bad Erlach, Bad Erlach Toeschouwers: 300 Scheidsrechter: Markus Hameter (AUT) |
| 29 mei Vriendschappelijk № 222 «onderlinge duels» | Əfran İsmayılov 73' (pen.) |       | 19' Marjan Radeski 33' Goran Pandev 90+2' Ilija Nestorovski | Sportplatz SV Bad Erlach, Bad Erlach Toeschouwers: 300 Scheidsrechter: Markus Hameter (AUT) |

|                                                   |                    |       |                         |                                                                                                |
| 3 juni Vriendschappelijk № 223 «onderlinge duels» | Canada             | 1 – 1 | Azerbeidzjan            | Stadion Rohrbach, Rohrbach an der Lafnitz Toeschouwers: 150 Scheidsrechter: Sascha Amhof (SUI) |
| 3 juni Vriendschappelijk № 223 «onderlinge duels» | Tesho Akindele 43' |       | 58' (pen.) Dima Nazarov | Stadion Rohrbach, Rohrbach an der Lafnitz Toeschouwers: 150 Scheidsrechter: Sascha Amhof (SUI) |

|                                                              |            |                     |              |                                                                        |
| 4 september WK-kwalificatie Groep C № 224 «onderlinge duels» | San Marino | 0 – 1               | Azerbeidzjan | Stadio Olimpico, Serravalle Scheidsrechter: Sébastien Delferière (BEL) |
| 4 september WK-kwalificatie Groep C № 224 «onderlinge duels» |            | 45' Ruslan Qurbanov |              | Stadio Olimpico, Serravalle Scheidsrechter: Sébastien Delferière (BEL) |

|                                                                      |                     |       |           |                                                                                 |
| 8 oktober WK-kwalificatie Groep C № 225 «onderlinge duels» 20:45 uur | Azerbeidzjan        | 1 – 0 | Noorwegen | Olympisch Stadion, Bakoe Toeschouwers: 27.000 Scheidsrechter: Liran Liany (ISR) |
| 8 oktober WK-kwalificatie Groep C № 225 «onderlinge duels» 20:45 uur | Maksim Medvedev 11' |       |           | Olympisch Stadion, Bakoe Toeschouwers: 27.000 Scheidsrechter: Liran Liany (ISR) |

|                                                                       |          |       |              |                                                                               |
| 11 oktober WK-kwalificatie Groep C № 226 «onderlinge duels» 20:45 uur | Tsjechië | 0 – 0 | Azerbeidzjan | Městský stadion, Ostrava Toeschouwers: 12.148 Scheidsrechter: Matej Jug (SLO) |
| 11 oktober WK-kwalificatie Groep C № 226 «onderlinge duels» 20:45 uur |          |       |              | Městský stadion, Ostrava Toeschouwers: 12.148 Scheidsrechter: Matej Jug (SLO) |

|                                                                        |                                                                            |       |              |                                                                                 |
| 11 november WK-kwalificatie Groep C № 227 «onderlinge duels» 20:45 uur | Noord-Ierland                                                              | 4 – 0 | Azerbeidzjan | Windsor Park, Belfast Toeschouwers: 18.404 Scheidsrechter: Clément Turpin (FRA) |
| 11 november WK-kwalificatie Groep C № 227 «onderlinge duels» 20:45 uur | Kyle Lafferty 27' Gareth McAuley 40' Conor McLaughlin 66' Steven Davis 83' |       |              | Windsor Park, Belfast Toeschouwers: 18.404 Scheidsrechter: Clément Turpin (FRA) |

### 2017
|                                                              |                  |       |                                        |                                                                   |
| 9 maart Vriendschappelijk № 228 «onderlinge duels» 20:45 uur | Qatar            | 1 – 2 | Azerbeidzjan                           | Jassim Bin Hamadstadion, Doha Scheidsrechter: Ferenc Karakó (HUN) |
| 9 maart Vriendschappelijk № 228 «onderlinge duels» 20:45 uur | Ali Asadalla 55' |       | 52' Tərlan Quliyev 62' Araz Abdullayev | Jassim Bin Hamadstadion, Doha Scheidsrechter: Ferenc Karakó (HUN) |

|                                                                     |                  |       |                                                                         |                                                                                          |
| 26 maart WK-kwalificatie Groep C № 229 «onderlinge duels» 20:45 uur | Azerbeidzjan     | 1 – 4 | Duitsland                                                               | Tofikh Bakhramovstadion, Bakoe Toeschouwers: 31.000 Scheidsrechter: Daniele Orsato (ITA) |
| 26 maart WK-kwalificatie Groep C № 229 «onderlinge duels» 20:45 uur | Dima Nazarov 31' |       | 19' André Schürrle 36' Thomas Müller 45' Mario Gómez 81' André Schürrle | Tofikh Bakhramovstadion, Bakoe Toeschouwers: 31.000 Scheidsrechter: Daniele Orsato (ITA) |

|                                                                    |              |                     |               |                                                                                          |
| 10 juni WK-kwalificatie Groep C № 230 «onderlinge duels» 20:00 uur | Azerbeidzjan | 0 – 1               | Noord-Ierland | Tofikh Bakhramovstadion, Bakoe Toeschouwers: 27.978 Scheidsrechter: Xavier Estrada (ESP) |
| 10 juni WK-kwalificatie Groep C № 230 «onderlinge duels» 20:00 uur |              | 90+2' Stuart Dallas |               | Tofikh Bakhramovstadion, Bakoe Toeschouwers: 27.978 Scheidsrechter: Xavier Estrada (ESP) |

|                                                                        |                                                 |       |              |                                                                                  |
| 1 september WK-kwalificatie Groep C № 231 «onderlinge duels» 20:45 uur | Noorwegen                                       | 2 – 0 | Azerbeidzjan | Ullevaalstadion, Oslo Toeschouwers: 8.529 Scheidsrechter: Daniel Stefański (POL) |
| 1 september WK-kwalificatie Groep C № 231 «onderlinge duels» 20:45 uur | Joshua King 32' (pen.) Rəşad Sadıqov 59' (e.d.) |       |              | Ullevaalstadion, Oslo Toeschouwers: 8.529 Scheidsrechter: Daniel Stefański (POL) |

|                                                                        |                                                                                                  |       |                   |                                                                                 |
| 4 september WK-kwalificatie Groep C № 232 «onderlinge duels» 20:45 uur | Azerbeidzjan                                                                                     | 5 – 1 | San Marino        | Bakcell Arena, Bakoe Toeschouwers: 6.500 Scheidsrechter: Nikola Dabanović (MNE) |
| 4 september WK-kwalificatie Groep C № 232 «onderlinge duels» 20:45 uur | Əfran İsmayılov 20' Araz Abdullayev 25' Əfran İsmayılov 57' Michele Cevoli 71' Rəşad Sadıqov 81' |       | 73' Mirko Palazzi | Bakcell Arena, Bakoe Toeschouwers: 6.500 Scheidsrechter: Nikola Dabanović (MNE) |

|                                                                      |                            |       |                                 |                                                                                   |
| 5 oktober WK-kwalificatie Groep C № 233 «onderlinge duels» 18:00 uur | Azerbeidzjan               | 1 – 2 | Tsjechië                        | Olympisch Stadion, Bakoe Toeschouwers: 10.000 Scheidsrechter: Benoît Millot (FRA) |
| 5 oktober WK-kwalificatie Groep C № 233 «onderlinge duels» 18:00 uur | Əfran İsmayılov 55' (pen.) |       | 35' Jan Kopic 66' Antonín Barák | Olympisch Stadion, Bakoe Toeschouwers: 10.000 Scheidsrechter: Benoît Millot (FRA) |

|                                                                      |                                                                                              |       |                    |                                                                                                  |
| 8 oktober WK-kwalificatie Groep C № 234 «onderlinge duels» 20:45 uur | Duitsland                                                                                    | 5 – 1 | Azerbeidzjan       | Fritz-Walter-Stadion, Kaiserslautern Toeschouwers: 37.613 Scheidsrechter: Andris Treimanis (LAT) |
| 8 oktober WK-kwalificatie Groep C № 234 «onderlinge duels» 20:45 uur | Leon Goretzka 8' Sandro Wagner 54' Badavi Hüseynov 64' (e.d.) Leon Goretzka 66' Emre Can 81' |       | 34' Ramil Şeydayev | Fritz-Walter-Stadion, Kaiserslautern Toeschouwers: 37.613 Scheidsrechter: Andris Treimanis (LAT) |

### 2018
|                                                                 |              |       |          |                                                                                   |
| 30 januari Vriendschappelijk № 235 «onderlinge duels» 17:00 uur | Azerbeidzjan | 0 – 0 | Moldavië | Mardan Spor Kompleksi, Aksu Toeschouwers: 300 Scheidsrechter: Hüseyin Göçek (TUR) |
| 30 januari Vriendschappelijk № 235 «onderlinge duels» 17:00 uur |              |       |          | Mardan Spor Kompleksi, Aksu Toeschouwers: 300 Scheidsrechter: Hüseyin Göçek (TUR) |

|                                                               |              |                            |             |                                                                                     |
| 23 maart Vriendschappelijk № 236 «onderlinge duels» 18:00 uur | Azerbeidzjan | 0 – 1                      | Wit-Rusland | Olympisch Stadion, Bakoe Toeschouwers: 5.500 Scheidsrechter: Andris Treimanis (LAT) |
| 23 maart Vriendschappelijk № 236 «onderlinge duels» 18:00 uur |              | 41' (e.d.) Maksim Medvedev |             | Olympisch Stadion, Bakoe Toeschouwers: 5.500 Scheidsrechter: Andris Treimanis (LAT) |

|                                                               |                          |       |                                  |                                                                                   |
| 27 maart Vriendschappelijk № 237 «onderlinge duels» 18:00 uur | Azerbeidzjan             | 1 – 1 | Macedonië                        | Mardan Spor Kompleksi, Aksu Toeschouwers: 100 Scheidsrechter: Halis Özkahya (TUR) |
| 27 maart Vriendschappelijk № 237 «onderlinge duels» 18:00 uur | Riçard Almeyda 6' (pen.) |       | 22' (pen.) Aleksandar Trajkovski | Mardan Spor Kompleksi, Aksu Toeschouwers: 100 Scheidsrechter: Halis Özkahya (TUR) |

|                                                             |                                                         |       |          |                                                              |
| 29 mei Vriendschappelijk № 238 «onderlinge duels» 20:00 uur | Azerbeidzjan                                            | 3 – 0 | Kirgizië | Olympisch Stadion, Bakoe Scheidsrechter: Ali Palabıyık (TUR) |
| 29 mei Vriendschappelijk № 238 «onderlinge duels» 20:00 uur | Maksim Medvedev 17' Mahir Mədətov 75' Ürfan Abbasov 84' |       |          | Olympisch Stadion, Bakoe Scheidsrechter: Ali Palabıyık (TUR) |

|                                                             |                                                                      |       |              |                                                                                |
| 5 juni Vriendschappelijk № 239 «onderlinge duels» 20:00 uur | Kazachstan                                                           | 3 – 0 | Azerbeidzjan | Astana Arena, Astana Toeschouwers: 22.500 Scheidsrechter: Alexandru Tean (MDA) |
| 5 juni Vriendschappelijk № 239 «onderlinge duels» 20:00 uur | Roman Murtazayev 12' Serikzhan Muzhikov 14' Baktiyor Zainutdinov 90' |       |              | Astana Arena, Astana Toeschouwers: 22.500 Scheidsrechter: Alexandru Tean (MDA) |

|                                                             |                        |       |                                                              |                                                                                   |
| 9 juni Vriendschappelijk № 240 «onderlinge duels» 17:00 uur | Letland                | 1 – 3 | Azerbeidzjan                                                 | Daugavastadion, Riga Toeschouwers: 3.590 Scheidsrechter: Denis Sjtsjarbakov (BLR) |
| 9 juni Vriendschappelijk № 240 «onderlinge duels» 17:00 uur | Roberts Uldrikis 90+3' |       | 20' Maksim Medvedev 57' Cavid İmamverdiyev 63' Emin Mahmudov | Daugavastadion, Riga Toeschouwers: 3.590 Scheidsrechter: Denis Sjtsjarbakov (BLR) |

|                                                                    |              |       |        |                                                                                       |
| 7 september UEFA Nations League № 241 «onderlinge duels» 18:00 uur | Azerbeidzjan | 0 – 0 | Kosovo | Olympisch Stadion, Bakoe Toeschouwers: 19.500 Scheidsrechter: Ola Hobber Nilsen (NOR) |
| 7 september UEFA Nations League № 241 «onderlinge duels» 18:00 uur |              |       |        | Olympisch Stadion, Bakoe Toeschouwers: 19.500 Scheidsrechter: Ola Hobber Nilsen (NOR) |

|                                                                     |                         |       |                      |                                                                                      |
| 10 september UEFA Nations League № 242 «onderlinge duels» 20:45 uur | Malta                   | 1 – 1 | Azerbeidzjan         | Ta' Qalistadion, Ta' Qali Toeschouwers: 4.500 Scheidsrechter: Nikola Dabanović (MNE) |
| 10 september UEFA Nations League № 242 «onderlinge duels» 20:45 uur | Andrei Agius 10' (pen.) |       | 26' Təmkin Xəlilzadə | Ta' Qalistadion, Ta' Qali Toeschouwers: 4.500 Scheidsrechter: Nikola Dabanović (MNE) |

|                                                                   |         |                                                               |              |                                                                               |
| 11 oktober UEFA Nations League № 243 «onderlinge duels» 20:45 uur | Faeröer | 0 – 3                                                         | Azerbeidzjan | Tórsvøllur, Tórshavn Toeschouwers: 2.820 Scheidsrechter: Aleksej Jeskov (RUS) |
| 11 oktober UEFA Nations League № 243 «onderlinge duels» 20:45 uur |         | 28' Riçard Almeyda 67' Dima Nazarov 86' (pen.) Riçard Almeyda |              | Tórsvøllur, Tórshavn Toeschouwers: 2.820 Scheidsrechter: Aleksej Jeskov (RUS) |

|                                                                   |                     |       |                  |                                                                                |
| 14 oktober UEFA Nations League № 244 «onderlinge duels» 18:00 uur | Azerbeidzjan        | 1 – 1 | Malta            | Olympisch Stadion, Bakoe Toeschouwers: 16.200 Scheidsrechter: Ivan Bebek (CRO) |
| 14 oktober UEFA Nations League № 244 «onderlinge duels» 18:00 uur | Araz Abdullayev 53' |       | 37' Rowen Muscat | Olympisch Stadion, Bakoe Toeschouwers: 16.200 Scheidsrechter: Ivan Bebek (CRO) |

|                                                                    |                                   |       |         |                                                                                     |
| 17 november UEFA Nations League № 245 «onderlinge duels» 18:00 uur | Azerbeidzjan                      | 2 – 0 | Faeröer | Olympisch Stadion, Bakoe Toeschouwers: 12.653 Scheidsrechter: Dimitris Masias (CYP) |
| 17 november UEFA Nations League № 245 «onderlinge duels» 18:00 uur | Dima Nazarov 18' Mahir Emreli 28' |       |         | Olympisch Stadion, Bakoe Toeschouwers: 12.653 Scheidsrechter: Dimitris Masias (CYP) |

|                                                                    |                                                                     |       |              |                                                                                        |
| 20 november UEFA Nations League № 246 «onderlinge duels» 20:45 uur | Kosovo                                                              | 4 – 0 | Azerbeidzjan | Fadil Vokrristadion, Pristina Toeschouwers: 12.532 Scheidsrechter: Benoît Millot (FRA) |
| 20 november UEFA Nations League № 246 «onderlinge duels» 20:45 uur | Arbër Zeneli 2' Arbër Zeneli 50' Amir Rrahmani 61' Arbër Zeneli 76' |       |              | Fadil Vokrristadion, Pristina Toeschouwers: 12.532 Scheidsrechter: Benoît Millot (FRA) |

### 2019
|                                                             |                                       |       |                    |                                                                                   |
| 21 maart EK-kwalificatie № 247 «onderlinge duels» 20:45 uur | Kroatië                               | 2 – 1 | Azerbeidzjan       | Maksimirstadion, Zagreb Toeschouwers: 23.146 Scheidsrechter: Georgi Kabakov (BUL) |
| 21 maart EK-kwalificatie № 247 «onderlinge duels» 20:45 uur | Borna Barišić 44' Andrej Kramarić 79' |       | 19' Ramil Şeydayev | Maksimirstadion, Zagreb Toeschouwers: 23.146 Scheidsrechter: Georgi Kabakov (BUL) |

|                                                               |              |       |          |                                                                               |
| 25 maart Vriendschappelijk № 248 «onderlinge duels» 16:00 uur | Azerbeidzjan | 0 – 0 | Litouwen | Bakcell Arena, Bakoe Toeschouwers: 3.122 Scheidsrechter: Horaţiu Feşnic (ROU) |
| 25 maart Vriendschappelijk № 248 «onderlinge duels» 16:00 uur |              |       |          | Bakcell Arena, Bakoe Toeschouwers: 3.122 Scheidsrechter: Horaţiu Feşnic (ROU) |

|                                                           |                  |       |                                                  |                                                                            |
| 8 juni EK-kwalificatie № 249 «onderlinge duels» 18:00 uur | Azerbeidzjan     | 1 – 3 | Hongarije                                        | Bakcell Arena, Bakoe Toeschouwers: 10.450 Scheidsrechter: Kevin Blom (NED) |
| 8 juni EK-kwalificatie № 249 «onderlinge duels» 18:00 uur | Mahir Emreli 69' |       | 18' Willi Orbán 53' Willi Orbán 71' Dávid Holman | Bakcell Arena, Bakoe Toeschouwers: 10.450 Scheidsrechter: Kevin Blom (NED) |

|                                                            |                    |       |                                                                                         |                                                                            |
| 11 juni EK-kwalificatie № 250 «onderlinge duels» 18:00 uur | Azerbeidzjan       | 1 – 5 | Slowakije                                                                               | Bakcell Arena, Bakoe Toeschouwers: 8.200 Scheidsrechter: John Beaton (SCO) |
| 11 juni EK-kwalificatie № 250 «onderlinge duels» 18:00 uur | Ramil Şeydayev 29' |       | 8' Stanislav Lobotka 27' Juraj Kucka 30' Marek Hamšík 57' Marek Hamšík 85' Dávid Hancko | Bakcell Arena, Bakoe Toeschouwers: 8.200 Scheidsrechter: John Beaton (SCO) |

|                                                                |                                          |       |                  |                                                                                                |
| 6 september EK-kwalificatie № 251 «onderlinge duels» 20:45 uur | Wales                                    | 2 – 1 | Azerbeidzjan     | Cardiff City Stadium, Cardiff Toeschouwers: 28.385 Scheidsrechter: Trustin Farrugia Cann (MLT) |
| 6 september EK-kwalificatie № 251 «onderlinge duels» 20:45 uur | Pavel Paşayev 26' (e.d.) Gareth Bale 84' |       | 59' Mahir Emreli | Cardiff City Stadium, Cardiff Toeschouwers: 28.385 Scheidsrechter: Trustin Farrugia Cann (MLT) |

|                                                                |                      |       |                        |                                                                               |
| 9 september EK-kwalificatie № 252 «onderlinge duels» 18:00 uur | Azerbeidzjan         | 1 – 1 | Kroatië                | Bakcell Arena, Bakoe Toeschouwers: 9.150 Scheidsrechter: Sandro Schärer (SUI) |
| 9 september EK-kwalificatie № 252 «onderlinge duels» 18:00 uur | Təmkin Xəlilzadə 72' |       | 11' (pen.) Luka Modrić | Bakcell Arena, Bakoe Toeschouwers: 9.150 Scheidsrechter: Sandro Schärer (SUI) |

|                                                                |                                              |       |                                                           |                                                                                      |
| 9 oktober Vriendschappelijk № 253 «onderlinge duels» 18:30 uur | Bahrein                                      | 2 – 3 | Azerbeidzjan                                              | Bahrain National Stadium, Riffa Toeschouwers: 500 Scheidsrechter: Ahmed Al Kaf (OMA) |
| 9 oktober Vriendschappelijk № 253 «onderlinge duels» 18:30 uur | Abdulwahab Al-Malood 32' Jasim Al-Shaikh 68' |       | 41' Rüfət Dadaşov 62' Təmkin Xəlilzadə 70' Ramil Şeydayev | Bahrain National Stadium, Riffa Toeschouwers: 500 Scheidsrechter: Ahmed Al Kaf (OMA) |

|                                                               |                   |       |              |                                                                                    |
| 13 oktober EK-kwalificatie № 254 «onderlinge duels» 18:00 uur | Hongarije         | 1 – 0 | Azerbeidzjan | Groupama Arena, Boedapest Toeschouwers: 11.300 Scheidsrechter: Dennis Higler (NED) |
| 13 oktober EK-kwalificatie № 254 «onderlinge duels» 18:00 uur | Mihály Korhut 10' |       |              | Groupama Arena, Boedapest Toeschouwers: 11.300 Scheidsrechter: Dennis Higler (NED) |

|                                                                |              |                                    |       |                                                                              |
| 16 november EK-kwalificatie № 255 «onderlinge duels» 18:00 uur | Azerbeidzjan | 0 – 2                              | Wales | Bakcell Arena, Bakoe Toeschouwers: 8.622 Scheidsrechter: Deniz Aytekin (GER) |
| 16 november EK-kwalificatie № 255 «onderlinge duels» 18:00 uur |              | 10' Kieffer Moore 34' Harry Wilson |       | Bakcell Arena, Bakoe Toeschouwers: 8.622 Scheidsrechter: Deniz Aytekin (GER) |

|                                                                |                                     |       |              |                                                                                             |
| 19 november EK-kwalificatie № 256 «onderlinge duels» 20:45 uur | Slowakije                           | 2 – 0 | Azerbeidzjan | Štadión Antona Malatinského, Trnava Toeschouwers: 7.825 Scheidsrechter: Sergiej Bojko (UKR) |
| 19 november EK-kwalificatie № 256 «onderlinge duels» 20:45 uur | Róbert Boženík 19' Marek Hamšík 86' |       |              | Štadión Antona Malatinského, Trnava Toeschouwers: 7.825 Scheidsrechter: Sergiej Bojko (UKR) |

AFFA · A-internationals · Bondscoaches · Statistieken · Azerbeidzjaans vrouwenelftal · Azerbeidzjan U21 · Azerbeidzjan U20 · Azerbeidzjan U19 · Azerbeidzjan U18 · Azerbeidzjan U17 · Azerbeidzjan U16
1992 – 1999 ·
2000 – 2009 ·
2010 – 2019 ·
2020 − 2029
1992 · 
1993 · 
1994 · 
1995 · 
1996 · 
1997 · 
1998 · 
1999 · 
2000 · 
2001 · 
2002 · 
2003 · 
2004 · 
2005 · 
2006 · 
2007 · 
2008 · 
2009 · 
2010 · 
2011 · 
2012 · 
2013 · 
2014 · 
2015 · 
2016 · 
2017 ·
2018 ·
2019 ·
2020 ·
2021 ·
2022 ·
2023 ·
2024
Albanië ·
Andorra ·
Bahrein ·
België ·
Bosnië en Herzegovina · 
Bulgarije ·
Canada ·
Cyprus ·
Duitsland ·
Engeland ·
Estland ·
Faeröer ·
Filipijnen ·
Finland ·
Frankrijk ·
Georgië ·
Honduras ·
Hongarije ·
Ierland ·
IJsland ·
India ·
Irak ·
Iran ·
Israël ·
Italië ·
Japan · 
Jordanië ·
Kazachstan ·
Kirgizië · 
Koeweit · 
Kosovo · 
Kroatië · 
Letland ·
Liechtenstein ·
Litouwen ·
Luxemburg ·
Malta ·
Moldavië ·
Mongolië ·
Montenegro ·
Noord-Ierland ·
Noord-Macedonië ·
Noorwegen ·
Oekraïne ·
Oezbekistan ·
Oman ·
Oostenrijk ·
Palestina ·
Polen ·
Portugal ·
Qatar ·
Roemenië ·
Rusland ·
San Marino ·
Saoedi-Arabië ·
Servië ·
Servië en Montenegro ·
Singapore ·
Slovenië ·
Slowakije ·
Spanje ·
Tadzjikistan · 
Trinidad en Tobago · 
Tsjechië ·
Turkije · 
Turkmenistan · 
Verenigde Arabische Emiraten ·
Verenigde Staten ·
Wales ·
Wit-Rusland ·
Zwitserland ·
Zweden
AFC-zone: Afghanistan · Australië · Bahrein · Bangladesh · Bhutan · Brunei · Cambodja · China · Chinees Taipei · Filipijnen · Guam · Hongkong · India · Indonesië · Iran · Irak · Japan · Jemen · Jordanië · Koeweit · Kirgizië · Laos · Libanon · Macau · Maleisië · Maldiven · Mongolië · Myanmar · Nepal · Noord-Korea · Oezbekistan · Oman · Oost-Timor · Pakistan · Palestina · Qatar · Saoedi-Arabië · Singapore · Sri Lanka · Syrië · Tadjikistan · Thailand · Turkmenistan · Verenigde Arabische Emiraten · Vietnam · Zuid-Korea

CAF-zone: Algerije · Angola · Benin · Botswana · Burkina Faso · Burundi · Centraal-Afrikaanse Republiek · Comoren · Congo-Brazzaville · Congo-Kinshasa · Djibouti · Egypte · Equatoriaal-Guinea · Eritrea · Ethiopië · Gabon · Gambia · Ghana · Guinee · Guinee-Bissau · Ivoorkust · Kaapverdië · Kameroen · Kenia · Lesotho · Liberia · Libië · Madagaskar · Malawi · Mali · Mauritanië · Mauritius · Marokko · Mozambique · Namibië · Niger · Nigeria · Oeganda · Rwanda · Sao Tomé en Principe · Senegal · Seychellen · Sierra Leone · Soedan · Somalië · Swaziland · Tanzania · Togo · Tsjaad · Tunesië · Zambia · Zimbabwe · Zuid-Afrika · Zuid-Soedan 

CONCACAF-zone: Amerikaanse Maagdeneilanden · Anguilla · Antigua en Barbuda · Aruba · Bahama's · Barbados · Belize · Bermuda · Britse Maagdeneilanden · Canada · Kaaimaneilanden · Costa Rica · Cuba · Curaçao · Dominica · Dominicaanse Republiek · El Salvador · Frans Guyana · Grenada · Guadeloupe · Guatemala · Guyana · Haïti · Honduras · Jamaica · Martinique · Mexico · Montserrat · 
Nicaragua · Panama · Puerto Rico · Saint Kitts en Nevis · Saint Lucia · Saint Vincent en de Grenadines · Sint Maarten · Suriname · Trinidad en Tobago · Turks- en Caicoseilanden · Verenigde Staten

CONMEBOL-zone: Argentinië · Bolivia · Brazilië · Chili · Colombia · Ecuador · Paraguay · Peru · Uruguay · Venezuela

OFC-zone: Amerikaans-Samoa · Cookeilanden · Fiji · Nieuw-Caledonië · Nieuw-Zeeland · Papoea-Nieuw-Guinea · Samoa · Salomoneilanden · Tahiti · Tonga · Vanuatu

UEFA-zone: Albanië · Andorra · Armenië · Azerbeidzjan · België · Bosnië en Herzegovina · Bulgarije · Cyprus · Denemarken · Duitsland · Engeland · Estland · Faeröer · Finland · Frankrijk · Georgië · Gibraltar · Griekenland · Hongarije · IJsland · Ierland · Israël · Italië · Kazachstan · Kosovo · Kroatië · Letland · Liechtenstein · Litouwen · Luxemburg · Macedonië · Malta · Moldavië · Montenegro · Nederland · Noord-Ierland · Noorwegen · Oekraïne · Oostenrijk · Polen · Portugal · Roemenië · Rusland · San Marino · Schotland · Servië · Slovenië · Slowakije · Spanje · Tsjechië · Turkije · Wales · Wit-Rusland · Zweden · Zwitserland